# Kelley Kobler
Kelley Kobler Pedemonte (Santiago, Chile; 19 de marzo de 1993) es una nadadora sincronizada chilena, especialista en el ejercicio de duetos. Es, junto a su compañera Natalie Lubascher, la máxima exponente actual de dicha disciplina en Chile.

## Trayectoria deportiva
Kelley se interesó a muy temprana edad por el nado sincronizado gracias a su madre, Gabriela Pedemonte, en ese entonces Jefa Técnica y entrenadora de la disciplina en el Club Stadio Italiano de Santiago. Toda su juventud se mantuvo entrenando  formando parte del equipo del club, hasta que a la edad de 19 años, su entrenadora, la brasileña Marcia Leite, reconoció su potencial y la unió junto a Natalie Lubascher, quien también formaba parte del equipo y fue formada también por la madre de Kelley, iniciando así su preparación junto a su compañera para dicho ejercicio en la disciplina.
En 2013, obtuvo junto a su compañera el primer lugar en el ejercicio técnico en parejas en el Campeonato Panamericano de Nado Sincronizado de la  Unión Americana de Natación UANA, realizados en San Juan, Puerto Rico, con un puntaje de 66,875.
En 2014 participó en el Campeonato Sudamericano de Nado Sincronizado realizados en Mar del Plata, Argentina, en equipo y en dúo. En este último ejercicio obtuvo el cuarto lugar junto a Natalie Lubascher, clasificando así a los Juegos Panamericanos de 2015, siendo el tercer combinado nacional que alcanzaba su paso a esta instancia en la historia del nado sincronizado en Chile.
En 2015, junto a su compañera representando a Chile se quedó con el quinto lugar en el US Open Championship 2015 realizado en New York, siendo el mejor país latinoamericano en dicha prueba. Ese mismo año participó en sus primeros Juegos Panamericanos en Toronto, Canadá, donde obtuvo el noveno lugar en dueto. Posteriormente, junto a su compañera se hicieron presentes como dúo en el Campeonato Mundial de Natación de 2015 celebrado en Kazán, su primer mundial, donde obtuvieron el lugar 27º en modalidad técnica y 28º en estilo libre.
En 2016, avanzó a la final junto a su dupla en el Open de Nado Sincronizado realizado en Bonn, Alemania, terminando duodécima en la tabla general. En marzo del mismo año compitió en el preolímpico en Río de Janeiro, para poder clasificar a los Juegos Olímpicos, junto a su duet, Natalie Lubascher.
En 2017, obtuvo medalla de plata en los Juegos Bolivarianos de 2017 en Santa Marta, Colombia, en la modalidad de rutina combinada.
En 2018, obtuvo medalla de plata en los Juegos Suramericanos de 2018 en Cochabamba, Bolivia, en la modalidad de rutina equipo junto a Natalie Lubascher, Isidora Letelier, Bianca Consigliere, Catalina Fleckestein, Beatriz Osorio, Antonia Massoni, Rafaella Signorelli y Gloria Carrasco.

## Vida personal
Kelley es estudiante de Fonoaudiología. Está casada con el exitoso jugador de cricket Felipe Labra.